# Xã Athens, Quận Jewell, Kansas
Xã Athens (tiếng Anh: Athens Township) là một xã thuộc quận Jewell, tiểu bang Kansas, Hoa Kỳ. Năm 2010, dân số của xã này là 50 người.